# Производна
Производна на функция е основно понятие в диференциалното смятане, което характеризира скоростта на изменение на функцията. Функция, която има производна, се нарича диференцируема. Понятието е въведено от Нютон и Лайбниц независимо един от друг.

## Определение
Нека функцията y = f(x) е дефинирана в точка x0 от дефиниционната си област. Нарастването на аргумента (означава се Δx) в този случай се определя като x−x0, а нарастването на функцията (Δy) – като f(x)−f(x0). Тогава, ако съществува граница {\displaystyle \lim _{\Delta x\rightarrow 0}{\frac {\Delta y}{\Delta x}}}, то тя се нарича производна на функцията f(x) в точката x0.
Частното {\displaystyle {\frac {\Delta y}{\Delta x}}} се нарича диференчно частно.
С други думи производна на функцията f(x) за дадена стойност (x0) се нарича границата (ако съществува) на отношението на нарастването на функцията и нарастването на аргумента х, когато нарастването на аргумента клони към 0 {\displaystyle {(\Delta x\rightarrow 0})}.
Функция, която има производна в точка x, се нарича диференцируема в точка x. Математическото действие, с което се намира производната на една функция, се нарича диференциране.

## Означения при диференциране
Съществуват различни начини за означаване на производните при диференциране.

### Означение наЛайбниц
Означението за производна представено от Готфрид Лайбниц е едно от първите. То все още се използва когато уравнението y = ƒ(x) се разглежда като функционална зависимост между зависимите и независимите променливи. Първата производна се означава:
{\displaystyle {\frac {dy}{dx}}} (произнася се „де игрек де хикс“)

### Означение наЛагранж
Една от най-разпространените означения при диференциране е дело на Жозеф Луи Лагранж. Първата производна се означава:
{\displaystyle f'(x)\,} (произнася се „еф прим хикс“)

### Означение наНютон
{\displaystyle {\dot {x}}={\frac {dx}{dt}}=x'(t)}, {\displaystyle {\ddot {x}}=x''(t)}

### Означение наОйлер
{\displaystyle D_{x}f(x)\;} – за първа производна,
{\displaystyle {D_{x}}^{2}f(x)\;} – за втора производна, и
{\displaystyle {D_{x}}^{n}f(x)\;} – за n-та производна при n > 1

## Изчисляване на производни

### Правила за диференциране
1. Ако k е константа, то (ku)′ = ku′.
2. (u+v)′ = u′+v′. Доказателство: Δ(u+v) = u(x+Δx)+v(x+Δx)−u(x)−v(x) = (u(x+Δx)−u(x))+(v(x+Δx)−v(x)) = Δu+Δv.
3. (u · v)′ = u′ · v + u · v′. Доказателство: Δ(u · v) → u(x + Δx) · v(x + Δx) – u(x) · v(x) → (u(x) + Δu) · (v(x) + Δv) – u(x) · v(x) → u(x) · v(x) + u(x) · Δv + v(x) · Δu + Δu · Δv – u(x) · v(x) → u(x) · Δv + v(x) · Δu + Δu · Δv. (границата е равна на u′ · v + u · v′).
4. {\displaystyle (h(g(x)))'=h'[g(x)]g'(x)}
5. (uv)(n)={\displaystyle \sum _{k=0}^{n}C_{n}^{k}u^{(n-k)}v^{(k)}} – формула на Лайбниц.
6. (u/v)′ = (u′v−uv′)/v2. Доказателство: Δ(u/v) = u(x + Δx) / v(x + Δx) − u(x) / v(x) = (u(x + Δx)v(x) − u(x)v(x + Δx)) / (v(x)v(x + Δx)) =

(u(x + Δx)v(x) − u(x)v(x) − u(x)v(x + Δx) + u(x)v(x)) / (v(x)v(x + Δx)) =
(Δu(x)v(x) – u(x)Δv(x)) / (v(x)v(x + Δx)), границата е равна на (u′v−uv′)/v2.

### Производни на някои функции
1. {\displaystyle const'=0} (константа), защото нарастването на всяка константа е 0.
2. (ax)′ = ax ln a, в частност, (ex)′ = ex
3. (logax)′ = 1/(x ln a) (логаритъм), в частност, (ln x)′ = 1/x
4. (xa)′ = axa−1
5. {\displaystyle ({\sqrt {x}})^{'}={\frac {1}{2{\sqrt {x}}}}}
6. (sin x)′ = cos x (синус)
7. (cos x)′ = −sin x (косинус)
8. (tg x)′ = {\displaystyle {\frac {1}{\cos ^{2}x}}} (тангенс)
9. (cotg x)′ = {\displaystyle -{\frac {1}{\sin ^{2}x}}} (котангенс)
10. (arcsin x)′ = {\displaystyle {\frac {1}{\sqrt {1-x^{2}}}}} (аркуссинус)
11. (arccos x)′ = {\displaystyle -{\frac {1}{\sqrt {1-x^{2}}}}} (аркускосинус)
12. (arctg x)′ = {\displaystyle {\frac {1}{1+x^{2}}}} (аркустангенс)
13. (arcctg x)′ = {\displaystyle -{\frac {1}{1+x^{2}}}} (аркускотангенс)

### Примерно пресмятане
Производната на функцията
{\displaystyle f(x)=x^{4}+\sin(x^{2})-\ln(x)e^{x}+7\,}
е равна на:
{\displaystyle {\begin{aligned}f'(x)&=4x^{(4-1)}+{\frac {d\left(x^{2}\right)}{dx}}\cos(x^{2})-{\frac {d\left(\ln {x}\right)}{dx}}e^{x}-\ln {x}{\frac {d\left(e^{x}\right)}{dx}}+0\\&=4x^{3}+2x\cos(x^{2})-{\frac {1}{x}}e^{x}-\ln(x)e^{x}.\end{aligned}}}

## Смисъл на понятието
Ако разгледаме скоростта на движение на едно тяло или дебита на една водна тръба или какъвто и да е друг показател, можем да изчислим средното изменение на показателя за определен интервал от време. Ако разгледаме едно тяло и крайните точки на времевия интервал са t и (t0), то средната скорост на тялото ще е изменението в изминатия път към (t- t0) (v = s/t). Колкото по-малък е този времеви интервал, толкова по-близо ще сме до дефиниране на скоростта в момента t0.

## Геометричен и физически смисъл на производната

### Геометрично представяне на понятието
Производната на една функция в дадена точка е равна на тангенса от ъгъла, който допирателната към графиката ѝ в тази точка сключва с положителната посока на абсцисната ос.

### Скорост на изменението на функцията път
Нека {\displaystyle s=s(t)} е законът за пътя на праволинейното равномерно движение. Тогава {\displaystyle v(t_{0})=s'(t_{0})} изразява моментната скорост на движението в момента от времето {\displaystyle t_{0}.} Втората производна {\displaystyle a(t_{0})=s''(t_{0})} изразява ускорението в момента {\displaystyle t_{0}.}
Въобще производната на функцията {\displaystyle y=f(x)} в точката {\displaystyle x_{0}} изразява скоростта на изменение на функцията в точката {\displaystyle x_{0}}.

## Производни от по-висок ред
Нека f(x) е диференцуема функция и f′(x) е нейната производна. Производната на f′(x) (ако съществува) се означава като f′'(x) и се нарича втора производна на f(x). Също така производната на втората производна (ако съществува) се нарича трета производна. За някои функции този процес продължава и те имат четвърта и т.н. – производни от по-висок ред.
Функцията f може да няма производна – например, ако не е непрекъсната. Тогава тя може да няма и втора производна. Например нека
{\displaystyle f(x)={\begin{cases}x^{2},&{\mbox{if }}x\geq 0\\-x^{2},&{\mbox{if }}x\leq 0\end{cases}}.}
Елементарно пресмятане показва, че f е диференцуема функция, чиято производна е
{\displaystyle f'(x)={\begin{cases}2x,&{\mbox{if }}x\geq 0\\-2x,&{\mbox{if }}x\leq 0\end{cases}}}.
f′(x) няма производна в нулата. Подобни примери показват, че една функция може да има k производни за някакво цяло неотрицателно k, но да няма производна от (k + 1)-ви ред.